# Elsinoë annonae
Elsinoë annonae är en svampart som beskrevs av Bitanc. & Jenkins 1942. Elsinoë annonae ingår i släktet Elsinoë och familjen Elsinoaceae.   Inga underarter finns listade i Catalogue of Life.